# Extreme-G
Extreme-G ist eine Reihe futuristischer Rennspiele des ehemaligen Computerspiele-Herstellers Acclaim Entertainment.

## Allgemeines
In den Extreme-G-Spielen übernimmt der Spieler die Kontrolle über ein futuristisches Motorrad, mit dem er bei hohen Geschwindigkeiten Rennen gegen andere High-Speed-Bikes austrägt.
Ähnlich wie bei Wipeout ist es dabei möglich, Waffen von der Strecke aufzusammeln und sie gegen die Kontrahenten einzusetzen.
Im Mehrspielermodus ist es außerdem möglich, wahlweise auf Rennstrecken oder in Kampfarenen gegen menschliche Mitspieler anzutreten.
Das Entwicklerteam der ersten beiden Teile ist Probe Entertainment, das 1999 zu Acclaim Studios London wurde. Die beiden folgenden Spiele der Reihe wurden von Acclaim Studios Cheltenham entwickelt.

## Chronologie
- extreme-G (1997, Nintendo 64)
- XG2 - extreme-G (1998, Nintendo 64, PC)
- XGIII - Extreme G Racing (2002, Nintendo GameCube; 2001, PlayStation 2)
- XGRA - Extreme G Racing Association (2004, Nintendo GameCube, PlayStation 2, Xbox)